# The Concert for Bangladesh (álbum)
The Concert for Bangladesh é o primeiro álbum ao vivo do cantor e compositor britânico George Harrison (creditado no álbum como George Harrison & Friends), lançado em dezembro de 1971 pela Apple Records.
Baseado nos dois shows de mesmo nome, feito no Madison Square Garden em Nova Iorque, o projeto traz as participações de Bob Dylan, Ravi Shankar, Ali Akbar Khan, Ringo Starr, Billy Preston, Leon Russell e Eric Clapton. Com co-produção musical de Phil Spector, o álbum foi um sucesso de crítica e também foi um sucesso comercial. Além disso, venceu o Grammy Awards em 1973.

## Faixas
| Lado 1 |                                             |                               |         |  |
| N.º    | Título                                      | Intérprete(s)                 | Duração |  |
| 1.     | "George Harrison/Ravi Shankar Introduction" | George Harrison, Ravi Shankar | 5:19    |  |
| 2.     | "Bangla Dhun"                               | Shankar                       | 16:40   |  |

| Lado 2 |                                 |               |         |  |
| N.º    | Título                          | Intérprete(s) | Duração |  |
| 1.     | "Wah-Wah"                       | Harrison      | 3:30    |  |
| 2.     | "My Sweet Lord"                 | Harrison      | 4:36    |  |
| 3.     | "Awaiting on You All"           | Harrison      | 3:00    |  |
| 4.     | "That's the Way God Planned It" | Preston       | 4:20    |  |

| Lado 3 |                                |                        |         |  |
| N.º    | Título                         | Intérprete(s)          | Duração |  |
| 1.     | "It Don't Come Easy"           | Ringo Starr            | 3:01    |  |
| 2.     | "Beware of Darkness"           | Harrison, Leon Russell | 3:36    |  |
| 3.     | "Band Introduction"            | Harrison               | 2:39    |  |
| 4.     | "While My Guitar Gently Weeps" | Harrison               | 4:53    |  |

| Lado 4 |                                         |                      |         |  |
| N.º    | Título                                  | Intérprete(s)        | Duração |  |
| 1.     | "Medley: Jumpin' Jack Flash/Youngblood" | Russell, Don Preston | 9:27    |  |
| 2.     | "Here Comes the Sun"                    | Harrison             | 2:59    |  |

| Lado 5 |                                                    |               |         |  |
| N.º    | Título                                             | Intérprete(s) | Duração |  |
| 1.     | "A Hard Rain's A-Gonna Fall"                       | Dylan         | 5:44    |  |
| 2.     | "It Takes a Lot to Laugh, It Takes a Train to Cry" | Dylan         | 3:07    |  |
| 3.     | "Blowin' in the Wind"                              | Dylan         | 4:07    |  |
| 4.     | "Mr. Tambourine Man"                               | Dylan         | 4:45    |  |
| 5.     | "Just Like a Woman"                                | Dylan         | 4:49    |  |

| Lado 6 |               |               |         |  |
| N.º    | Título        | Intérprete(s) | Duração |  |
| 1.     | "Something"   | Harrison      | 3:42    |  |
| 2.     | "Bangla Desh" | Harrison      | 4:55    |  |